# Eragrostis raynaliana
Eragrostis raynaliana är en gräsart som beskrevs av Jean Paul Antoine Lebrun. Eragrostis raynaliana ingår i släktet kärleksgrässläktet, och familjen gräs.
Artens utbredningsområde är Kamerun. Inga underarter finns listade i Catalogue of Life.